# Álex & Christina
Álex & Christina fue un grupo español de pop muy popular a finales de la década de 1980. El grupo estaba compuesto por Christina Rosenvinge y Álex de la Nuez.

## Biografía
En 1984, Christina Rosenvinge junto a Toti Árboles crearon el grupo Magia Blanca, en el que colaboró Álex de la Nuez como compositor. Grabaron el sencillo "Cambio/Magia Blanca", que no funcionó como se esperaba, haciendo que Toti dejara la formación, aunque Christina y Álex continuaron asociados musicalmente bajo el nombre artístico de "Álex & Christina".
Su presentación fue con el sencillo "Mil Cambios de Color/Yo Quiero Ser Yo", producido por Nacho Cano, con un sonido moderno (por el uso de sencillos pero efectivos arreglos electrónicos y cajas de ritmos, junto a sonidos electroacústicos de las guitarras de De la Nuez y otros músicos) y de un estilo naïf de influencia francesa pero también británica (alineado con el twee pop), que sería la tónica de sus lanzamientos posteriores. En este sentido, se les puede considerar precursores, junto a parte del sonido Donosti (Aventuras de Kirlian entre otros), del twee pop Ibérico también denominado tonti-pop.
Al éxito masivo y mediático de "Mil Cambios de Color" le siguió el álbum Álex & Christina, lanzado en 1988, y en el que se incluía el sencillo "¡Chas! y aparezco a tu lado", tema que se llegó a convertir en uno de los mayores éxitos de la época y que, posiblemente, sea la canción más emblemática del grupo. Ese éxito les llevó en 1988 al Festival de la OTI, donde interpretaron el tema "Dulce maldición", donde introducirían a su estilo poppy ciertos arreglos y armonías centro y sudamericanas, lo que no evitaría levantar un cierto escándalo en algunos medios hispanoamericanos por su imagen demasiado moderna y desenfadada, completamente anacrónica con un festival de corte tradicionalista y folclórico. Su segundo álbum, El ángel y el diablo, editado en 1989, tuvo también muy buena aceptación, sobre todo el sencillo "Souvenir", que consiguió buena aceptación en Hispanoamérica gracias, sobre todo, al videoclip promocional realizado para su lanzamiento.
Tras disolverse el grupo, Christina Rosenvinge formó Christina y Los Subterráneos, con un estilo más orientado al rock, mientras que Álex de La Nuez inició una exitosa carrera en solitario en la que destaca el sencillo "Dame Más", número uno en ventas en el año 1994.

## Discografía

### Álex & Christina(WEA, 1988)
1. ¡¡Chas!! y aparezco a tu lado
2. A media luz
3. Betty tiene un secreto
4. Qué le vamos a hacer
5. Septiembre
6. No me pidas amor
7. 10 años después
8. Mil cambios de color
9. Lo más bonito del mundo
10. Ding dong

### El ángel y el diablo(WEA, 1989)
1. El souvenir
2. Sylvia cometió un error
3. Pimienta y sal
4. No tengo miedo
5. Me aburro
6. El ángel y el diablo
7. Sé que sabes lo que yo sé
8. Mi revolución
9. Duérmete ya
10. Dulce maldición (Versión Acústica)